# Elephantomyia (Elephantomyia) argentipleura
Elephantomyia (Elephantomyia) argentipleura is een tweevleugelige uit de familie steltmuggen (Limoniidae). De soort komt voor in het Afrotropisch gebied.